# Katharina Weiss (Fotografin)

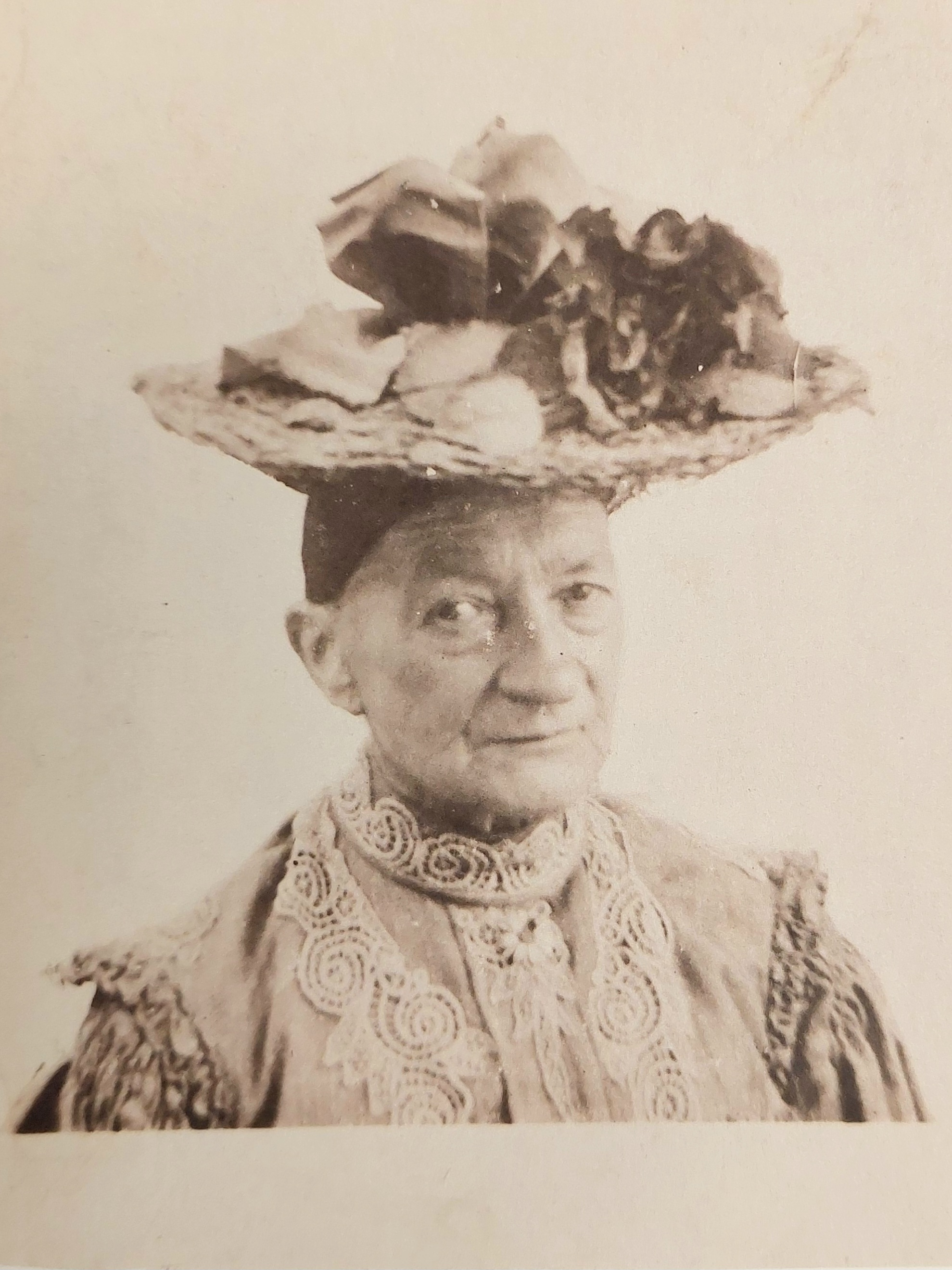
Selbstporträt von Katharina Weiss (um 1890)

Katharina Weiss, auch Kathri (* 14. Februar 1834 in Zug; † 28. November 1911 ebenda; heimatberechtigt ebenda), war eine Schweizer Fotografin aus dem Kanton Zug. Sie war die erste Zuger Fotografin und hat unter ihren Berufskolleginnen schweizweit die längste berufliche Karriere aufzuweisen. Sie war eine der profiliertesten fotografierenden Frauen der Schweiz.

## Leben und Werk

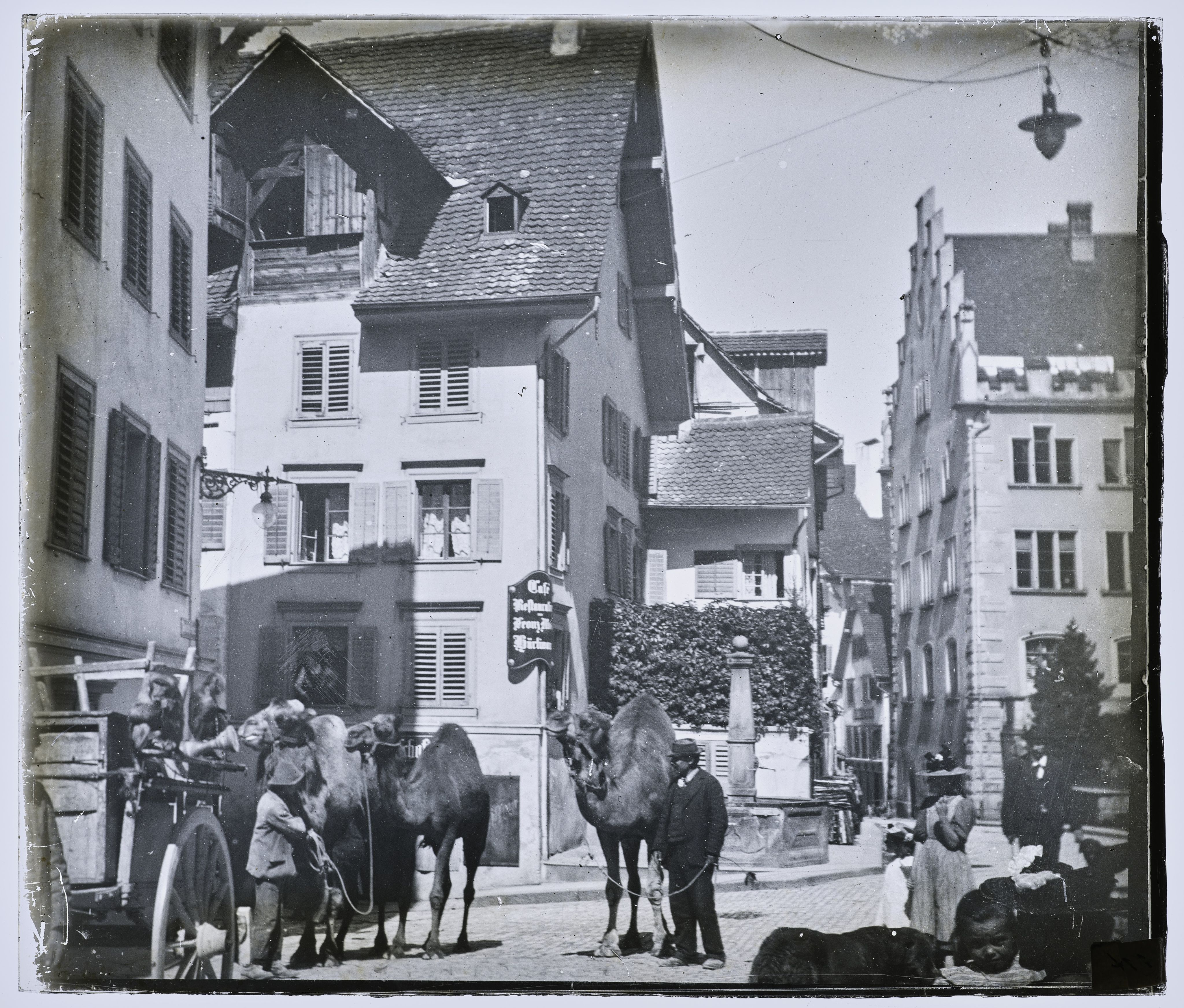
Fotografie «Drei Dromedare bei der St. Oswaldsgasse», von Katharina Weiss (1865)

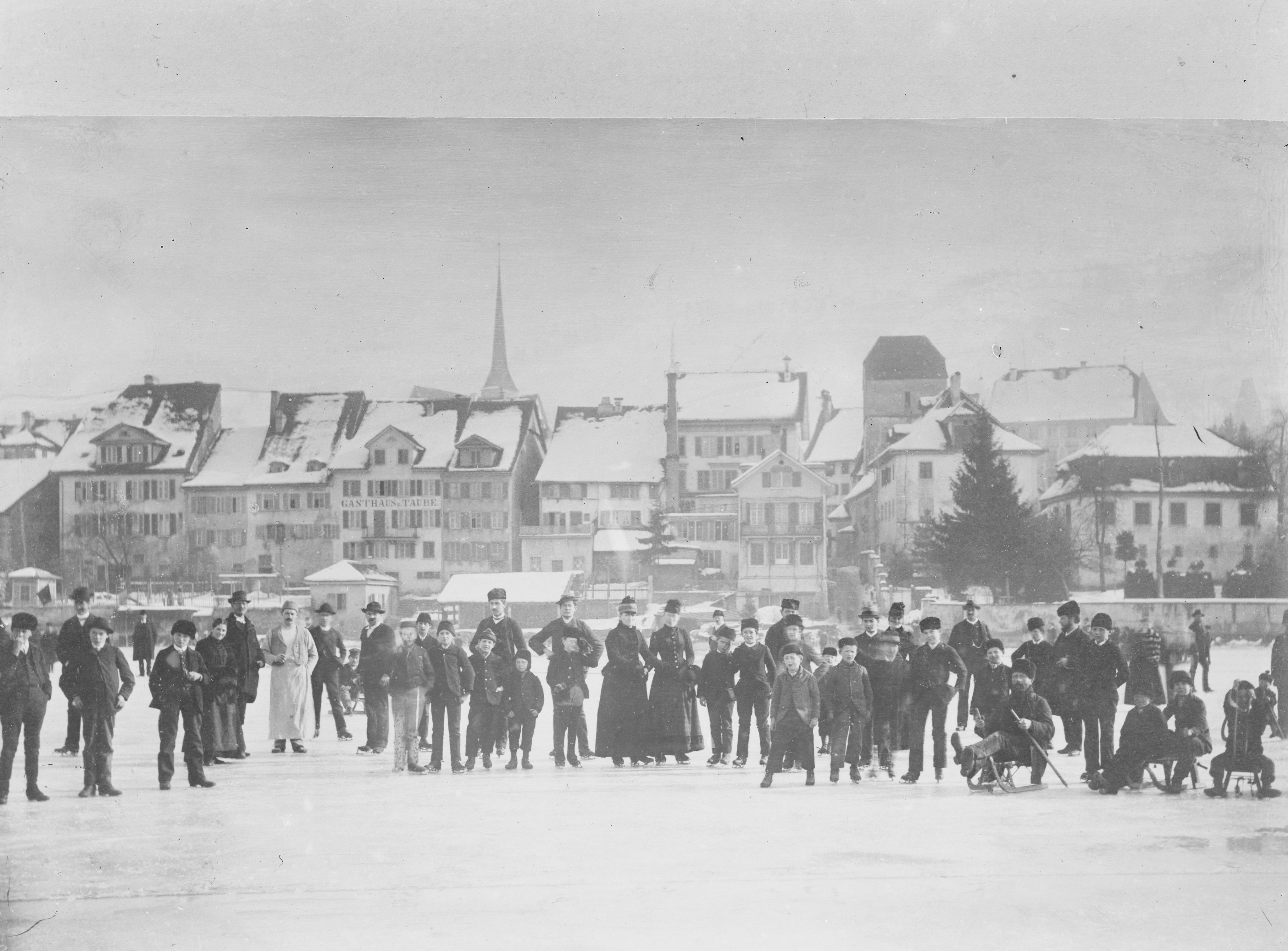
Zuger bei der Seegfrörni auf dem Zugersee (1891 oder 1895)

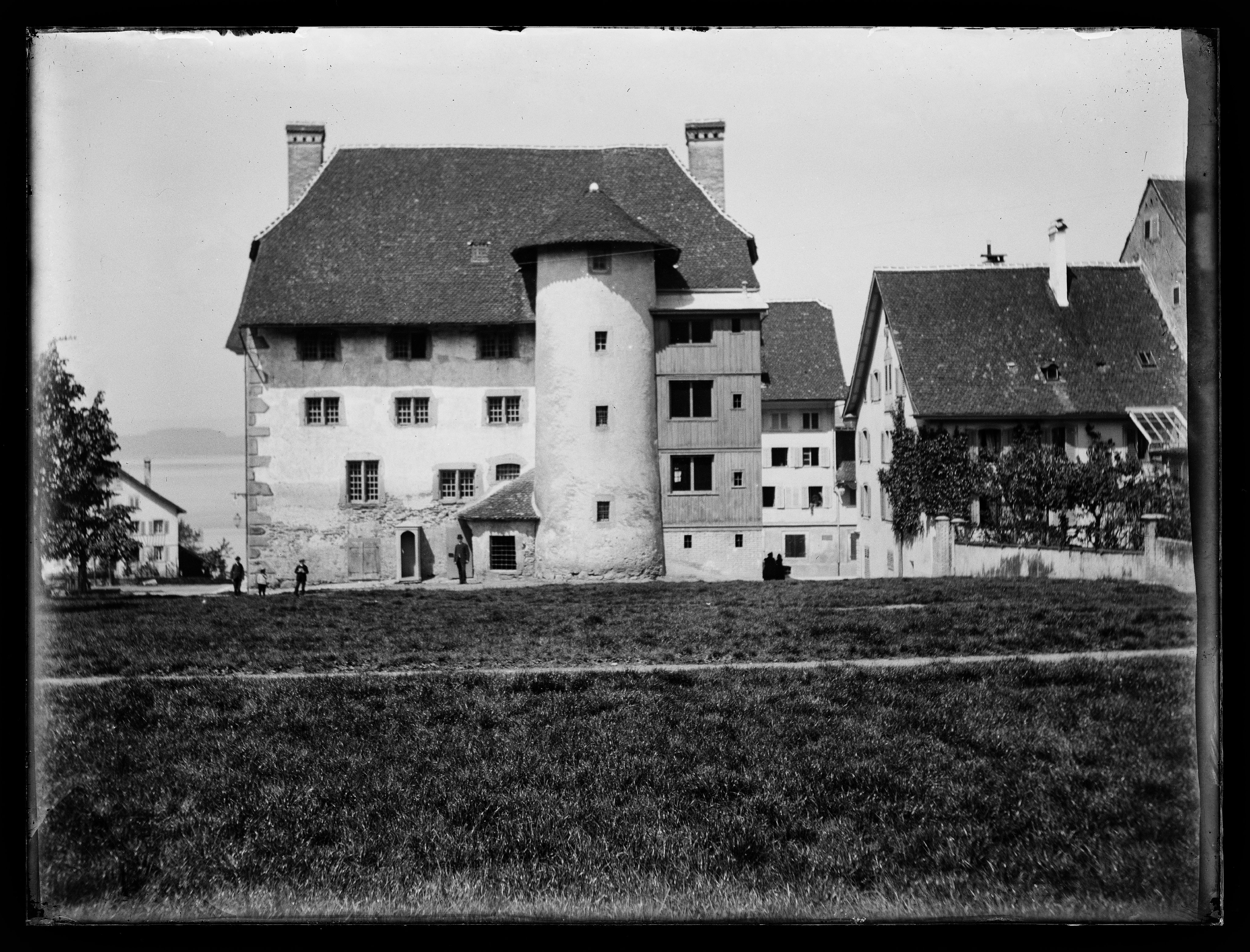
Das Gebäude der heutigen Bibliothek Zug im Jahr 1893, fotografiert von Katharina Weiss

Katharina Weiss war eines von fünf Kindern des Müllers Burkard Weiss und dessen Ehefrau Cäcilia Stocklin und wuchs in der «Kollermühle» in der Nähe von Zug auf. Sie blieb ledig und begann im Alter von etwa 25 Jahren als Fotografin zu arbeiten. Unbekannt ist, wie sie zu diesem Beruf kam. Offenbar übte sie diesen schon in ihrem Elternhaus aus. In einem der ersten Inserate, die sie im Juli 1862 im Zuger Amtsblatt veröffentlichte, warb sie mit den Worten «Gute photographierte Porträts verfertigt zu äusserst billigen Preisen Katharina Weiss zur Kollermühle» für ihre Arbeit.
Weiss verfügte über ein Tageslichtatelier, in dem sie unabhängig von der Witterung arbeiten konnte. Den Standort weit außerhalb der Stadt verlegte sie 1866 zunächst in die Nähe des neu errichteten Bahnhofs in Zug, übernahm jedoch bereits zwei Jahre später das gut eingeführte Fotostudio von Josef Schmidt mitsamt dessen Kundenstamm und Archiv. Ihre Geschäfte liefen so gut, dass sie Anfang der 1870er-Jahre einen der führenden Architekten der Stadt mit der Planung eines kombinierten Wohn- und Atelierhauses beauftragen konnte, dass sie 1872 bezog und in dem sie bis zu ihrem Lebensende 1911 wohnte. Dieses «Chalet» war auf der Rückseite ihrer geschäftlichen Visitenkarten abgebildet. Die Nachfolgebauten dieses Hauses hiessen bis ins 21. Jahrhundert nach ihr «Katharinenhof».
Weiss war die erste Frau, die sich in Zug als «Photographistin» betätigte. Von ihr stammen neben zahlreichen Personenporträts für die damals beliebten «Cartes de visite» auch die ältesten bekannten Fotografien der Stadt Zug, die heute wertvolle historische Dokumente darstellen. Mit ihren Bildern dokumentierte sie nicht nur das damalige Erscheinungsbild der Stadt, sondern auch deren bauliche Entwicklung wie etwa den Bau der neuen Eisenbahnstrecke nach Thalwil oder seltene Ereignisse, darunter mehrere Seegfrörni des Zugersees oder den Zustand am Seeufer unmittelbar nach der Vorstadtkatastrophe vom 5. Juli 1887. 
Von Katharina Weiss selbst sind nur sehr wenige Fotografien erhalten geblieben, dies sind zumeist Selbstporträts. Eines davon zeigt sie mit ihrem Neffen, dem Holzbildhauer Josef Schwerzmann-Hotz (1852–1926), in ihrem drapierten Atelier in einem Boot sitzend. Um 1890 fertigte sie ein Selbstporträt, das sie mit einem ihrer extravaganten Hüte zeigt, für die sie stadtbekannt war.

Katharina Weiss starb am 28. November 1911 im Alter von 77 Jahren in ihrer Geburtsstadt Zug. Nach ihrem Tod erschienen Nachrufe in den Zuger Nachrichten und in den Neuen Zürcher Nachrichten. Darin wird sie als «städtische Hof-Photographin» bezeichnet und ihr Werk mit folgenden Worten gewürdigt: 

„Das halbe Zug, gross und klein, ist von ihr abkonterfeit worden. Man dankt ihr manch schönes Bild, auch von Landschaften, alten städtischen Baudenkmälern und seltenen Geschehnissen.“

Der Verbleib ihres Archivs ist ungeklärt. Eine Anzahl ihrer Fotoplatten – vor allem solche mit Ortsbildern und Stadtansichten – ging zunächst an ihren Neffen Josef Schwerzmann. Sie gelangten letztlich in die Sammlung der Bibliothek Zug, auf deren Website sie in digitalisierter Form verfügbar sind.